# Erik Buchholz
Erik Buchholz (* 19. Juli 1969 in Gera) ist ein deutscher Maler.
Erik Buchholz verbrachte seine Kindheit und Schulzeit in Gera, wo er seine Berufsausbildung zum Kfz-Schlosser abschloss. 1990 zog er in die Nähe von Esslingen, arbeitete als Pfleger und besuchte die Kolping-Kunstschule Stuttgart. Nach einem Aufenthalt in Hannover kehrte Buchholz wieder nach Thüringen zurück und begann 1993 sein Studium der Freien Kunst an der Bauhaus-Universität Weimar, das er 2002 mit einem Diplom abschloss. Seit 1993 arbeitet er als freischaffender Künstler. In Gera gehörte er zu den Gründern des Klaushaus e.V. für Kunst & Kultur und betreute dort diverse Projekte und Ausstellungen. Zur Klaushausgruppe gehörten neben Kay Voigtmann und Joachim B. Schulze auch Mirko Albrecht und Uwe Klos. 1996 bekam er ein Atelierstipendium beim Kunsthaus Essen. Er ist Gründungsmitglied im Kunstverein Gera. 2001 illustrierte er zusammen mit seinem Künstlerkollegen Kay Voigtmann aus Gera mit 17 Steindrucken den Text Mr. Neitherkorn und das Schicksal von Ingo Schulze. 2003 ehrte man seine Arbeit mit dem Glock-Grabe-Förderpreis in Nordhausen und 2004 war er Stipendiat des Freistaates Thüringen. 2005 erhielt er eine Auszeichnung des Bundes der Vertriebenen, Landesverband Thüringen. Im Jahr 2010 entwarf er die Glockenzier für das neue Geläut der Johanniskirche, der Hauptkirche der Stadt Gera.
Die Hauptwerke von Erik Buchholz sind Arbeiten auf Papier, die sich durch feine Schichtungen und fast grafische Details auszeichnen. Verschiedene Arbeiten befinden sich in öffentlichem Besitz, wie in der Kunstsammlung Gera, im Lindenau-Museum Altenburg, in Mühlhäuser Museen und im Thüringer Kultusministerium. Er ist Mitglied im Verband Bildender Künstler Thüringen und hatte einen Lehrauftrag für Malerei an der Uni Erfurt.
Am 26. September 2010 wurde Erik Buchholz zum ersten Ortsteilbürgermeister des Geraer Ortsteils Frankenthal/Scheubengrobsdorf gewählt.
Seit 2013 hat er einen Lehrauftrag an der Hochschule für Angewandte Kunst (zugehörig zur FH Zwickau) in Schneeberg in der Studienrichtung Textilkunst / Textildesign inne.

## Ausstellungen
Einzelausstellungen
- Kunst-Pavillon der Bundesgartenschau Gera, 2007
- Galerie Profil Weimar, Fingerländer, 2006
- Kunsthaus Erfurt, 2005
- Grumov/Braunau, Tschechien, 2005
- stip.visite III, Museumsgalerie Allerheiligen, Mühlhausen, 2004
- Gehaeuse, Hauskind, Fremde Küche, Otto-Dix-Haus, Gera, 2004
- Kunstförderverein Creuzburg e.V. mit Kay Voigtmann, 2004
- Novalis und die Aufklärung, Museum für Frühromantik Romantikerhaus, Jena, 2004
- Homunkuli, mit Kay Voigtmann, Kunsthandlung Huber & Treff, Jena, 2003
- Erntedank, Galerie Des VBK Thüringen, Erfurt, 2003
- Gnadenthür, Neues Schloß Lobenstein, 2003
- eto sudba, mit Kay Voigtmann, Galerie Handwert, Jena, 2002
- friendly sensors AG, Kunsthandlung Huber & Treff, Jena, 2000
- Kleinere Nächte, Galerie Kaiserwerke, Gera, 1996   *
- Galerie am Schlachthof, Weimar, 1993

Gruppenausstellunge
- Galerie Noak Mönchengladbach, 2006
- stip.visite III, Museumsgalerie Allerheiligen Mühlhausen (Katalog), 2004
- Artforum Wiesbaden, 2004
- Passage 04, Kunstsammlung Gera (Katalog)
- Kunststoff, Landeskunstausstellung des Freistaates Thüringen, Erfurt (Katalog)
- Grüße aus Fern - Ost, Kunstverein Gera, Thüringer Landtag Erfurt, 2001
- InnenSichten. Kunst in Thüringen seit 1945 bis heute, Kunstsammlung Gera (Katalog), 1999